# 銀鈴會
銀鈴會為1942年由張彥勳跟台中一中愛好文學的朱實、許清世共3位同期同學所創辦文藝團體。後來，詹冰、林亨泰、錦連、蕭翔文(蕭金堆)、詹明星、子潛(許育誠)、埔金(陳金河)、春秋(朱商秋)、松翠(張鴻飛)、殘塀、籟亮、陳素吟等同仁陸續加入。1949年4月6日「四六事件」爆發，政治情勢趨於緊張。同年5月20日實施戒嚴令，台灣陷入白色恐怖，銀鈴會被迫解散。

## 社團活動及沿革
銀鈴會1942年成立後先後發行《緣草》、《潮流》這兩種油印刊物，其發行刊物的宗旨有二，一是文學研究，二是推動台灣新文學的發展。《緣草》創刊於1944年，至1947年停刊，發行了十多期；1948年復刊並更名為《潮流》應出了6期；此外尚有《聯誼會特刊》、《會報》。除了刊載同仁創作的現代詩、散文、小說、短歌、俳句，還有評論、古詩解說等類型的文章，及社團同仁訊息，內容相當多元。刊物使用的語文方面，《緣草》多為日文，《潮流》則中、日文都有。
1945年8月15日日本無條件投降到1950年國民政府遷台這段期間，除了「銀鈴會」活動，還有葉石濤、葉瑞榕、陳顯庭出《處女地》(同仁雜誌)。報紙方面，當時龍瑛宗主編中華日報日文文藝欄，歌雷(本名：史習枚)主編新生報的「文藝」、「橋」副刊，楊逵主編力行報副刊，並且出版《台灣文學》叢刊三期，黃金穗主編《新新》雜誌，編了16期；1949年台北師範學院出《龍安文藝》(僅出一期)。這段時間，不少作家、詩人登上文壇，比較知名的有吳瀛濤、周伯陽、鄭世璠、李篤恭、羅浪、林曙光、蕭翔文等人士》。
銀鈴會成員受到楊逵很大的鼓舞，願意努力克服語言障礙與228事件之後的政治肅殺氣氛。1948年該會聘請楊逵當顧問。楊逵除了擔任顧問，指導該會成員創作，也曾在《潮流》發表〈夢與現實〉(日文)一文，期勉台灣的年輕作家「早點醒來，與黑暗的現實對決，並克服這些現實」。
銀鈴會的成員除了在機關刊物《緣草》與《潮流》發表作品，也在《新生報》的「橋」、「學生世界」、「新地」、《中華日報》日文文藝欄、《力行報》副刊，以及《新文藝》、《台灣婦女》、《禮拜六》、《青年時代》等雜誌上發表作品。也有同仁出版詩作，目前已知有：張彥勳的《幻》與《桐葉落》、林亨泰的日文詩集《靈魂的初啼聲》（1949.4.15）。

## 解散
銀鈴會本為以中學生為主的文學社團，戰後同仁漸增，含大學生、老師、銀行職員等。大學生中，以台灣師範大學的7名為最多，台灣大學有1名。1949年四六事件爆發，師院與台大直接受到事件衝擊。當時，銀鈴會顧問楊逵，因1948年發表《和平宣言》觸犯國民黨統治當局，也於四六事件期間遭逮捕。銀鈴會的許多同仁於事件後不斷被調查騷擾、逮捕或處死，社團只能停止活動，被迫解散。

## 評價
銀鈴會為台灣目前所知唯一從戰前跨越到戰後的文學團體，許多都透過日文接受日本前衛詩潮之洗禮，並透過實際創作延續戰後新詩發展，且多位同仁也成為支撐戰後本土詩社「笠」的核心成員，對台灣戰後新詩發展相當重要。
林亨泰認為：銀鈴會延續了二次大戰前反帝與反封建的文學精神，同時對於世界文學抱持開放接受的態度；更為重要的是，在政治最蒼白的時期，他們努力創作使台灣文學史不致中斷，具有承先啟後的角色。
論者陳芳明則肯定：銀鈴會成員的詩作具備寫實主義的批判精神及現代主義的疏離性格。詩作既反映當時政治動蕩、社會黑暗，也展現作家嫺熟操作象徵、隱喻與聯想切斷的語言，使其內心與現實保持一定距離。陳芳明還讚揚銀鈴會這種「介入現實而又冷視現實的詩風，恰如其份地呈現那種猶豫年代的悲觀消極」，並且認為這群詩人「勇於嘲諷，卻不落入庸俗的窠臼，誠然為台灣現代主義建構了特殊的美學」。
學者阮美慧則認為「銀鈴會」保留了日治時期台灣新詩的遺產，並於七○年代《笠》詩刊的成立而發揚光大。但在美學上也從現代主義美學轉向發揚台灣本土精神的風格。